# Suck It and See (canción)
«Suck It and See» es el tercer sencillo del cuarto álbum de estudio Suck It and See de la banda inglesa de indie rock Arctic Monkeys, lanzado vía descarga digital y en vinilo de 7" el 31 de octubre de 2011 con una cara B, llamada "Evil Twin". Esta última fue tocada en vivo por primera vez en The Graham Norton Show el 28 de octubre. Es raro que una cara B quede más arriba que el sencillo en las listas, y eso ocurrió con Suck It and See, quedando en la posición 149 y Evil Twin en 114 en las listas del Reino Unido.

## Video musical
El video musical para el sencillo se estrenó el 16 de septiembre de 2011 y para "Evil Twin" se estrenó el 27 de octubre de 2011 en YouTube. El video fue dirigido por Focus Creeps. Los vídeos fueron liberados para ambas canciones.
El video de "Suck It and See" cuenta una historia narrativa de un motero (el baterista Matt Helders) y su relación con un amante, interpretada por la modelo estadounidense McDow Breana. El video fue grabado en California y muestra la imagen machista de la cultura de los moteros estadounidenses. Hay críticas que dicen que el sonido de la banda se ha vuelto demasiado "americanizado". El video de Evil Twin continúa la historia, pero es algo más rápida y oscura. Alex Turner aparece brevemente en este video.

## Lista de canciones
| Digital download |                   |          |  |
| N.º              | Título            | Duración |  |
| 1.               | «Suck It and See» | 3:45     |  |
| 2.               | «Evil Twin»       | 3:23     |  |

## Posicionamiento
| Listas (2011)                               | Posiciones |
| ------------------------------------------- | ---------- |
| Bélgica (Flandes) (Ultratip Bubbling Under) | 20         |